# Yên Chiêu Tương vương
Yên Chiêu Tương vương (chữ Hán: 燕昭襄王; trị vì: 311 TCN-279 TCN), thường gọi là Yên Chiêu Vương (燕昭王), là vị vua thứ 39 hay 40 của nước Yên - chư hầu nhà Chu trong lịch sử Trung Quốc.

## Thân thế
Theo Sử ký, Yên Thiệu công thế gia thì Yên Chiêu vương Cơ Chức là con Yên vương Khoái. Dưới thời Yên vương Khoái ông đã được lập làm thái tử. Nhưng trong thiên Triệu thế gia của Sử ký lại ghi vua Yên kế vị Yên vương Khoái là Cơ Chức, thời Yên vương Khoái làm con tin ở nước Hàn. Các sử gia hiện đại thiên về ý kiến của Triệu thế gia hơn.

## Lên ngôi trong loạn lạc
Vua cha Yên vương Khoái tín nhiệm tướng quốc Tử Chi, trao hết quyền chính trong nước cho Tử Chi. Yên vương Khoái tuổi cao, nhận thấy tài năng của mình không bằng Tử Chi, và nghe theo lời khuyên của Lộc Mao Thọ, quyết định nhường ngôi vua cho Tử Chi vào năm 317 TCN.
Việc Tử Chi lên ngôi khiến người nước Yên bất bình. Năm 314 TCN, thái tử Cơ Chức cùng tướng quân Thị Bị tập hợp dân chúng nổi dậy chống lại Tử Chi, kéo đến đánh kinh thành. Hai bên đánh nhau nhiều ngày, hàng vạn người bị chết, trong nước đại loạn. Thị Bị bị Tử Chi đánh bại và giết chết, thái tử Bình bỏ trốn.
Nhân lúc nước Yên có loạn, Tề Tuyên vương sai Khuông Chương mang quân đánh nước Yên. Các sĩ tốt không chiến đấu vì Tử Chi, quân Tề đại thắng, tiến vào kinh đô. Yên Khoái và Tử Chi bị sát hại.
Quân Tề đối xử với nhân dân nước Yên rất tàn bạo, khiến người dân Yên chống trả quyết liệt. Nước Trung Sơn cũng đem quân đem quân đánh chiếm một bộ phận lãnh thổ nước Yên. Các nước Hàn, Ngụy, Triệu, Tần và Sở phản đối việc làm của Tề, cuối cùng năm 311 TCN quân Tề buộc phải rút lui sau 3 năm chiếm đóng.
Theo Yên Thiệu công thế gia trong Sử ký, người nước Yên lập thái tử Bình lên làm vua, tức là Yên Chiêu vương. Nhưng trong thiên Triệu thế gia lại dẫn thông tin rằng công tử Chức nước Yên làm con tin ở nước Hàn, được Triệu Vũ Linh vương sai Nhạc Trì mang quân hộ tống về nước làm vua, trở thành Yên Chiêu vương.

## Chiêu hiền đãi sĩ
Yên Chiêu vương lên ngôi, quyết tâm chấn hưng nước Yên, diệt nước Tề để rửa hận. Tuy nhiên, lúc đầu Yên Chiêu vương vẫn chưa tìm được nhân tài trị quốc, có người nhắc Yên Chiêu vương là có lão thần Quách Ngỗi (郭隗) rất có kiến thức và tìm đến hỏi kế. Yên Chiêu vương sau đó đã đích thân đến thăm Quách Ngỗi và nói: "Nước Tề nhân lúc nước ta có nội loạn mà đem quân xâm lược, ta không thể quên mối nhục đó. Nhưng hiện nay, thế nước Yên nhỏ yếu nên chưa thể báo được mối thù đó. Nếu có người hiền tài giúp ta báo thù rửa nhục thì ta xin hết lòng nghe theo. Tiên sinh có thể tiến cử cho một người như thế không?". Quách Ngỗi kể một câu chuyện về một ông vua sai thị thần đi mua thiên lý mã song anh ta lại mua bộ xương xương ngựa về rồi bảo rằng mọi người biết nhà vua bỏ tiền ra mua ngựa chết thì sẽ mang ngựa sống đến cho nhà vua; mọi người vì nghĩ rằng nhà vua thực sự yêu mến thiên lý mã nên không tới một năm sau khắp nơi mang nhiều thiên lý mã đến. Quách Ngỗi khuyên ông nếu muốn thực sự muốn kiếm người hiền tài thì cứ thử theo cách mua xương ngựa.
Sau khi ra về, ông lập tức sai người làm một ngôi nhà thật lộng lẫy cho Quách Ngỗi, tôn Quách Ngỗi làm sư, một mực cung kính. Nhân tài các nước hay tin Yên Chiêu vương thực lòng mến mộ người tài nên rủ nhau đến nước Yên, trong đó có nhiều vị tướng nổi tiếng thời Chiến Quốc như Nhạc Nghị từ Ngụy đến, Trâu Diễn từ Tề sang, hay Kịch Tân (剧辛) từ nước Triệu. Yên Chiêu vương phong Nhạc Nghị làm á khanh, mời người này chỉnh đốn quốc chính, thao luyện binh mã.
Thời Chiêu vương, tướng Tần Khai (秦开), khởi binh tập kích, đại phá Đông Hồ. Đông Hồ phải lui trên 1.000 dặm, kết quả vùng lãnh thổ phía đông của Yên được mở rộng. Chiêu vương cho sửa sang, xây đắp trường thành phía bắc. Trường thành này khởi đầu từ phía tây tại Tạo Dương (nay là vùng đông bắc quận Tuyên Hóa, Trương Gia Khẩu, tỉnh Hà Bắc), kéo dài về phía đông tới Tương Bình (nay là phía bắc Liêu Dương, tỉnh Liêu Ninh).

## Báo thù nước Tề

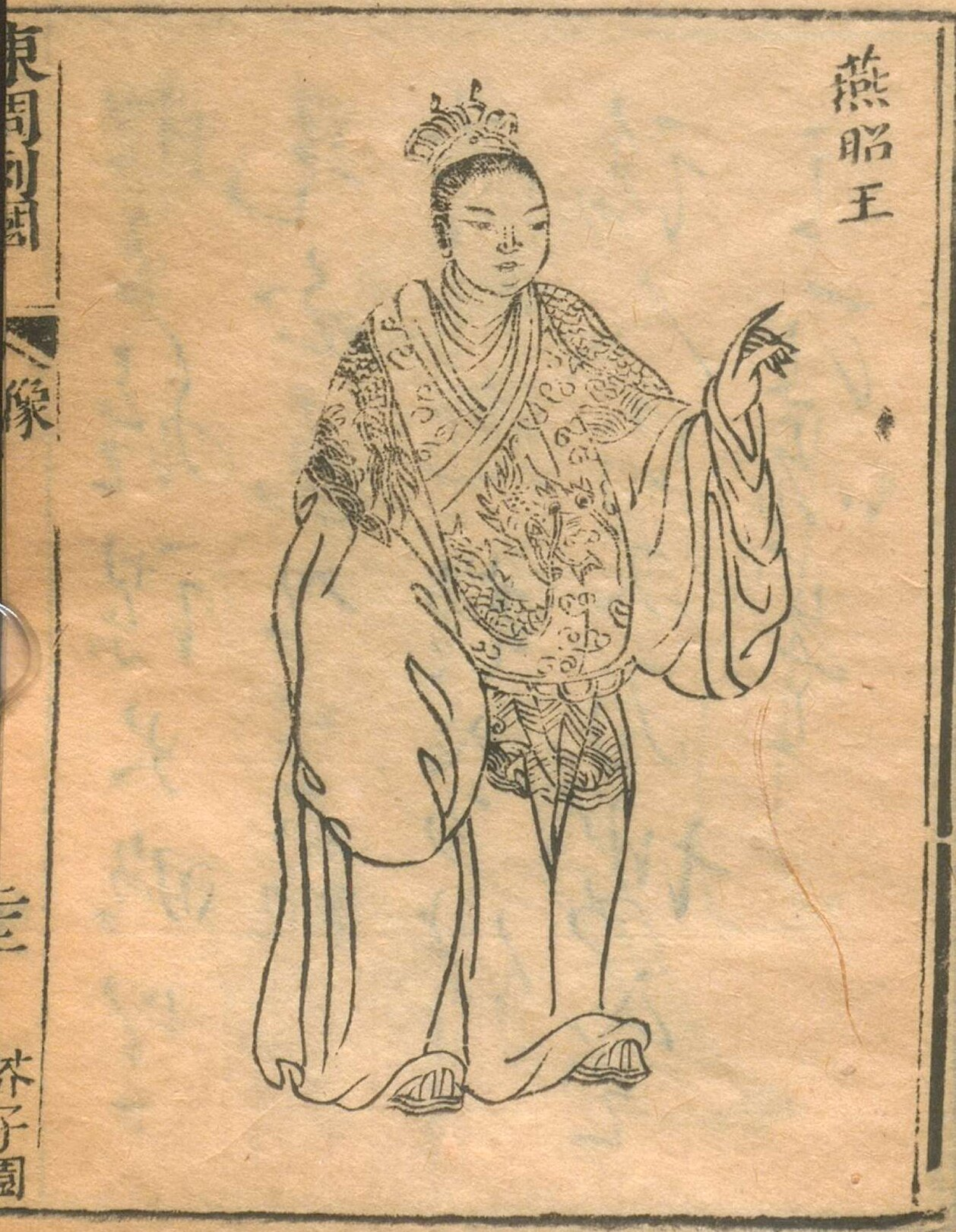
Yên Chiêu Vương

Sau khi diệt nước Tống năm 286 TCN, Tề Mẫn vương trở nên kiêu căng tự phụ, vì thế nhân dân oán ghét. Lúc bấy giờ Tề Mẫn Vương mạnh nhưng tàn bạo, kết oán với nhiều nước chư hầu. Yên Chiêu vương nói với Nhạc Nghị: "Hiện nay vua Tề vô đạo, chính là lúc ta báo thù rửa hận. Ta dự định đem toàn bộ quân dân nước Yên đánh sang Tề, khanh thấy thế nào". Nhạc Nghị cho rằng nước Tề đất rộng người đông nên đã khuyên Yên Chiêu vương liên minh với các nước khác. Yên Chiêu vương liền cử Nhạc Nghị sang nước Triệu liên lạc với Triệu Huệ Văn vương, phái người sang nước Sở và nước Ngụy điều đình phối hợp. Yên còn nhờ nước Triệu sang liên lạc với Tần. Các nước này đều ghét Tề Mẫn Vương kiêu ngạo, tàn bạo, đều nhất trí hợp tung cùng nước Yên đánh Tề.
Yên Chiêu Vương bèn đem tất cả quân, sai Nhạc Nghị làm thượng tướng quân cùng với các nước đi đánh Tề. Năm 285 TCN, liên quân đánh bại quân tề ở Tế Tây. Quân chư hầu bãi binh rút về nhưng quân của Yên dưới quyền Nhạc Nghị vẫn đuổi theo đến Lâm Tri. Tề Mẫn vương chạy vào Cử thành. Nhạc Nghị một mình ở lại đi khắp nước Tề. Các thành của Tề đều lo chống giữ. Nhạc Nghị đánh vào thành Lâm Tri lấy tất cả những đồ quý báu, của cải, đồ cúng tế của Tề, sai chở về Yên.
Yên Chiêu Vương cả mừng thân hành đến Tề Thủy để úy lạo, khao thưởng quân sĩ, phong cho Nhạc Nghị làm Xương Quốc quân, sai đem binh đánh lấy những thành của Tề chưa lấy được. Nhạc Nghị ở lại Tề trong năm năm, đánh lấy hơn bảy mươi thành của Tề, biến tất cả những thành này thành quận huyện nước Yên, chỉ còn thành Cử (nay ở huyện Cử, tỉnh Sơn Đông) và Tức Mặc (nay ở đông nam huyện Bình Độ, tỉnh Sơn Đông) là chưa chịu hàng.
Quan đại phu nước Tề ở Cử thành đã lập con của Tề vương lên làm vua, tức Tề Tương vương. Nhạc Nghị sai quân đánh thành Tức Mặc, quan đại phu thành Tức Mặc đem quân ra đánh và bị chết trận. Thành Tức Mặc không có chủ tướng, suýt rơi vào hỗn loạn. Người trong thành bèn tôn Điền Đan làm tướng. Nhạc Nghị vây khốn Cử thành và Tức Mặc thành suốt ba năm mà chưa hạ được, ở Yên có kẻ ghen tức với Nhạc Nghị nên dèm pha với Yên Chiêu vương rằng Nhạc Nghị ý muốn thu phục người nước Tề để làm Tề vương. Yên Chiêu vương rất tin Nhạc Nghị bèn trả lời: "Công lao của Nhạc Nghị không thể nói hết, cho dù ông ta có làm Tề vương thì cũng xứng đáng". Yên Chiêu vương còn cử người sang Lâm Tri gặp Nhạc Nghị, phong Nhạc Nghị làm Tề vương, Nhạc Nghị trong lòng cảm kích song dứt khoát không nhận tước vương.

## Qua đời
Năm 279 TCN, Yên Chiêu vương Cơ Chức mất. Ông làm vua được 33 năm. Con ông là Yên Huệ vương lên nối ngôi.